# Lợn Landrace Anh
Lợn Landrace Anh là giống lợn có nguồn gốc từ Anh và là một trong những giống lợn phổ biến nhất ở Anh. Giống lợn này có màu trắng với đôi tai rủ nặng bao phủ hầu hết khuôn mặt và được lai giống nhằm phục vụ cho việc lấy thịt và thịt xông khói. Loài này có nguồn gốc từ việc nhập khẩu 12 con lợn đất từ năm 1949 từ Scandinavia - bốn con lợn đực và tám con lợn nái (con nái chưa trưởng thành). Năm 1950, Hiệp hội lợn Landrace của Anh được thành lập và đã mở một cuốn sách đàn lợn, với các con lợn được sinh ra sau đó từ con số 12 con lợn được nhập đó. Họ đã tạo ra chương trình thử nghiệm lợn đầu tiên với một trạm thử nghiệm tại làng Stockton-on-the-Forest ở miền Bắc Yorkshire.
Sự phổ biến của giống lợn này có thể đã góp phần vào sự suy giảm các giống quý hiếm ở Vương quốc Anh. Báo cáo năm 1955 của Ủy ban tư vấn về Phát triển sản xuất lợn đã khuyến cáo nông dân tăng lợi nhuận bằng cách tập trung vào ba giống lợn - Landrace Anh, Lợn trắng Lớn và Lợn Wales. Nhiều nông dân đã thực hiện như đề xuất trên và kết quả là nhiều giống lợn hiếm hơn đã suy giảm. Trong một cuốn sách năm 1999, Jules Pretty nói rằng bảy giống lợn đã bị tuyệt chủng ở Anh trong thế kỷ 20 và rằng ngành công nghiệp hiện đang bị chi phối bởi Lợn Landrace Anh và Lợn trắng lớn.